# Dicranomyia (Dicranomyia) dichroa
Dicranomyia (Dicranomyia) dichroa is een tweevleugelige uit de familie steltmuggen (Limoniidae). De soort komt voor in het Palearctisch gebied.